# الشبيكة (الرستاق)
الشبيكة منطقة سكنية تقع في ولاية الرستاق، التابعة لمحافظة جنوب الباطنة في سلطنة عمان. يقدر عدد سكانها بـ 950 نسمة حسب إحصاء عام 2010 التابع للمركز الوطني للإحصاء والمعلومات الحكومي. رمز المنطقة هو 70110161
يحدها من جهة الشمال الشرقي قرية جما، ومن جهة الشمال الغربي قرية الحزم وحصنها الشهير حصن الحزم، ومن جهة الجنوب الشرقي قرية المسفاة، والجنوب الغربي قرية فلج الشراه.
تتميز بزراعة النخيل والليمون، ومزارعه الخضراء الذي يشق طريقها فلج داؤدي يعتبر من أقدم الأفلاج في ولاية الرستاق ويعود تاريخ شقه في الفرن السادس عشر الميلادي ويسمى عند السكان بفلج العفريت. 
وتضمن قرية الشبيكة مكتب محافظ جنوب الباطنة،وكذلك مجمع الرستاق الرياضي، وجامع الشبيكة.
من أشهر القبائل التي سكنت قرية الشبيكة
الخروصي، الهنائي، السيابي، الهاشمي، المعولي، الدهماني، العامري، السالمي، البقلاني، العدوي، المقبالي، المعمري، الذهلي، الرمحي.
ذكرها الشاعر العماني محمد بن شيخان في ديوانه
إن الشبيـكـة بـلـدة
فاقت بمنظرها الوسيـم 
حَازت عُلاً بين القُـرى
بجوار ذا الحصن العظيم 
فإذا نظـرتَ ريَاضهـا
أبصرتَ جنات النعيـم

## الوصلات الخارجية
- المركز الوطني للإحصاء والمعلومات، سلطنة عمان